# Sebastiania brasiliensis
Sebastiania brasiliensis là một loài thực vật có hoa trong họ Đại kích. Loài này được Spreng. miêu tả khoa học đầu tiên năm 1821.